# Oberviechtach
Oberviechtach é uma cidade da Alemanha localizado no distrito de Schwandorf, região administrativa de Oberpfalz, estado de Baviera.